# Amtsgericht

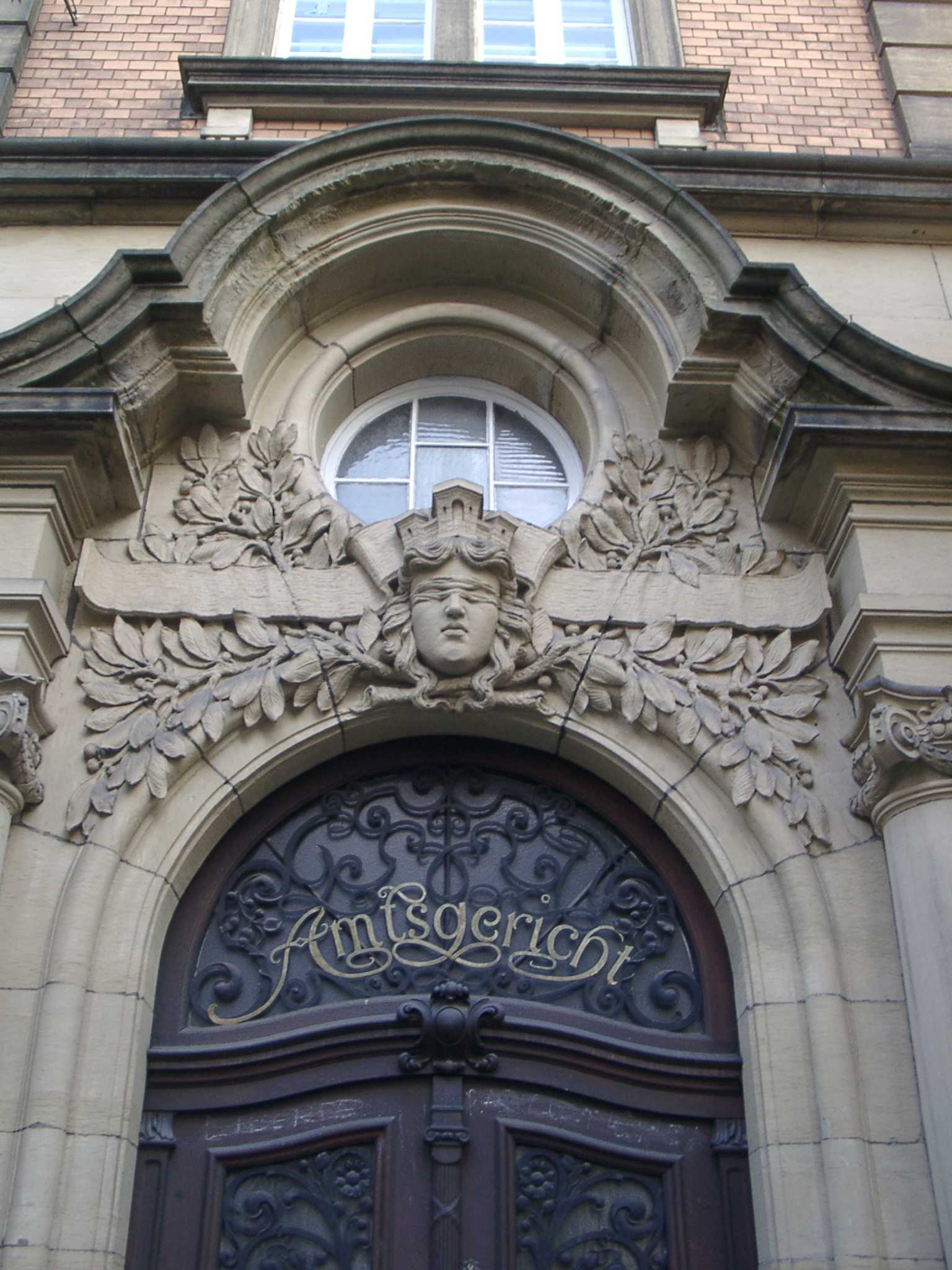
Eingang zum Amtsgericht Weinheim mit blinder Justitia

Ein Amtsgericht (Abkürzung AG) ist in Deutschland neben den Landgerichten (und selten den Oberlandesgerichten) die Eingangsinstanz der ordentlichen Gerichtsbarkeit. Die Bezeichnung rührt von Ämtern her, den früheren Verwaltungs- und Gerichtsbezirken vieler Territorien im Heiligen Römischen Reich.

## Aufbau
Die Organisation der Amtsgerichte unterliegt in Deutschland den Ländern (Art. 92 des Grundgesetzes). Sie errichten Amtsgerichte durch Landesgesetz und weisen diesen Gerichtsbezirke zu. Die Gerichtsbezirke orientieren sich dabei meist an Verwaltungsgrenzen. Mehrere Amtsgerichte haben etwa die Städte Berlin (11), Hamburg (8), Essen und Duisburg (je 3) sowie Bremen, Herne, Mönchengladbach, Karlsruhe und Stuttgart (je 2). Durch Landesgesetz können die Länder auch bestimmte Aufgaben bei bestimmten Amtsgerichten bezirksübergreifend bündeln. Durch Staatsvertrag ist eine Konzentration sogar länderübergreifend möglich. Diese Regelung kommt vor allem bei den Mahngerichten zum Tragen.
Um die staatliche Rechtspflege dem Bürger möglichst nah und direkt anbieten zu können, gibt es in Deutschland sehr viele Amtsgerichte über die Fläche verteilt. Als erste Anlaufstelle können auch Erklärungen zu Protokoll der Geschäftsstelle aufgenommen werden, die für andere Gerichte bestimmt sind. Sie werden dann vom aufnehmenden Amtsgericht aus weitergeleitet.
Die folgende Tabelle gibt eine Übersicht über die Zahl der in Deutschland bestehenden Amtsgerichte (Zweigstellen werden nicht gezählt):
| Land                   | Anzahl Amtsgerichte |
| ---------------------- | ------------------- |
| Baden-Württemberg      | 108                 |
| Bayern                 | 073                 |
| Berlin                 | 011                 |
| Brandenburg            | 023                 |
| Bremen                 | 03                  |
| Hamburg                | 08                  |
| Hessen                 | 041                 |
| Mecklenburg-Vorpommern | 010                 |
| Niedersachsen          | 080                 |
| Nordrhein-Westfalen    | 129                 |
| Rheinland-Pfalz        | 046                 |
| Saarland               | 010                 |
| Sachsen                | 025                 |
| Sachsen-Anhalt         | 025                 |
| Schleswig-Holstein     | 022                 |
| Thüringen              | 023                 |
| Gesamt                 | 637                 |

Amtsgerichte müssen mit mindestens einem Richter besetzt sein (§ 22b Absatz 1 GVG). In diesem Fall bestimmt das Präsidium des übergeordneten Landgerichts einen Richter seines Bezirks zum ständigen Vertreter. In Deutschland gibt es 23 Amtsgerichte, die mit nur einem Richter besetzt sind.

Die meisten Amtsgerichte werden von einem Direktor (Direktor des Amtsgerichts, Besoldungsgruppe R 2, bei ganz kleinen Amtsgerichten auch R 1 mit Amtszulage) geleitet. Die allgemeine Dienstaufsicht ist dann von der Landesjustizverwaltung dem Präsidenten des übergeordneten Landgerichts übertragen worden (§ 22 Absatz 3 Satz 1 GVG).
Große Amtsgerichte mit vielen Richterplanstellen werden indessen von einem durch die Landesjustizverwaltung ernannten Präsidenten (Präsident des Amtsgerichts, Besoldungsgruppen R 3 bis R 6) geleitet und Präsidial(amts)gerichte genannt (§ 22 Absatz 3 Satz 2 GVG). Beispiele hierfür sind das Amtsgericht München, das Amtsgericht Dortmund, das Amtsgericht Frankfurt am Main und das Amtsgericht Leipzig. 
Ob der Leiter eines Amtsgerichts Direktor oder Präsident ist, bestimmt das Landesrecht. In Nordrhein-Westfalen ist er gemäß § 4 JustG NRW  grundsätzlich Direktor, soweit das Justizministerium nicht anders entscheidet.

## Zuständigkeit und Besetzung
Die Amtsgerichte werden in Zivil- und Strafsachen tätig (§ 13 GVG). Sie sind mit Einzelrichtern besetzt (§ 22 Absatz 1 GVG).

### Zivilsachen
Unter anderem für Mahnverfahren (vergleiche auch Zentrales Mahngericht) ist es ausschließlich zuständig. Ferner werden bei den Amtsgerichten unter anderem das Handelsregister, das Genossenschaftsregister, das Vereinsregister und das Güterrechtsregister geführt. Es ist daher Registergericht. Zum Amtsgericht gehört auch das Grundbuchamt. Die öffentlichen Register und das Grundbuch werden nach den Vorschriften über die freiwillige Gerichtsbarkeit geführt. Entscheidungsbefugt sind je nach Sache der Einzelrichter, der Rechtspfleger oder der Urkundsbeamte der Geschäftsstelle.
In bürgerlichen Rechtsstreitigkeiten ist das Amtsgericht zuständig bei einem Streitwert bis einschließlich 5.000 Euro (§ 23 Nr. 1 GVG). Unabhängig vom Streitwert ist es unter anderem in Mietsachen betreffend Wohnraum und Kindschafts-, Unterhalts- und Familiensachen zuständig. Das Amtsgericht wird auch als Vollstreckungsgericht, in Verfahren der Zwangsversteigerung oder Zwangsverwaltung, als Insolvenzgericht in Insolvenzverfahren sowie als Nachlassgericht und als Betreuungsgericht tätig, ebenso in Wohnungseigentumssachen und in Freiheitsentziehungssachen (zum Beispiel Abschiebehaft). Für Staatshaftungsfälle ist das Amtsgericht allerdings selbst dann nicht zuständig, wenn der Streitwert unter 5.000 Euro liegt (§ 71 Abs. 2 Nr. 2 GVG).
Beim Amtsgericht sind Gerichtsvollzieher-Verteilerstellen eingerichtet, über die man den zuständigen Gerichtsvollzieher beauftragen kann.

### Strafsachen
Nach § 24 Absatz 1 Nummer 2 GVG ist das Amtsgericht in Strafsachen zuständig, wenn eine Freiheitsstrafe nicht über vier Jahre zu erwarten und nicht mit einer Unterbringung des Beschuldigten in einem psychiatrischen Krankenhaus oder in der Sicherungsverwahrung zu rechnen ist. Abweichend davon obliegt die Entscheidung über die in § 74 Absatz 2 (Schwurgerichtssachen) und § 74a sowie § 120 GVG genannten Straftaten (letzteres sind im Wesentlichen die politischen Straftaten) nach § 24 Absatz 1 Nummer 1 GVG stets dem Landgericht bzw. dem Oberlandesgericht. Außerdem kann die Staatsanwaltschaft gemäß § 24 Absatz 1 Nummer 3 GVG wegen der besonderen Schutzbedürftigkeit von Verletzten der Straftat, die als Zeugen in Betracht kommen, des besonderen Umfangs oder der besonderen Bedeutung des Falles Klage beim Landgericht erheben.
Ist das Amtsgericht zuständig, besteht gemäß § 25 GVG die Zuständigkeit des Strafrichters (Einzelrichter), wenn ein Vergehen angeklagt ist und keine höhere Strafe als zwei Jahre Freiheitsstrafe zu erwarten ist; er kann dann aber den ganzen Strafrahmen des Amtsgerichts ausschöpfen, also auch Freiheitsstrafen bis zu vier Jahren verhängen. Das bei den Amtsgerichten gebildete Schöffengericht nach § 28, § 29 GVG ist bei den übrigen Strafsachen des Amtsgerichts zuständig, also wenn ein Verbrechen angeklagt oder eine Freiheitsstrafe zwischen zwei und vier Jahren zu erwarten ist. Das Schöffengericht besteht aus dem Richter beim Amtsgericht als Vorsitzendem und zwei Schöffen (§ 29 Absatz 1 GVG). Auf Antrag der Staatsanwaltschaft kann ein weiterer Richter beim Amtsgericht hinzugezogen werden, das sogenannte erweiterte Schöffengericht (§ 29 Absatz 2 GVG). Stellt sich heraus, dass eine längere Strafe oder Sicherungsverwahrung oder die Unterbringung in einem psychiatrischen Krankenhaus doch erforderlich ist, muss das Verfahren an das Landgericht verwiesen werden.
Zu den Strafsachen im weiteren Sinne zählen auch Bußgeldverfahren nach dem Gesetz über Ordnungswidrigkeiten (OWiG).

## Stellung des Amtsgerichts im Instanzenzug
Das Amtsgericht kann je nach Verfahrensgegenstand die erste Instanz sein, sonst ist es am konkreten Gerichtsverfahren unbeteiligt. Im Instanzenzug dem Amtsgericht übergeordnete Gerichte sind das Landgericht, das Oberlandesgericht und der Bundesgerichtshof. Das Nähere regeln die jeweiligen Prozessordnungen und das Gerichtsverfassungsgesetz.